# Dominique Ladoge
 (décembre 2023).
Si vous disposez d'ouvrages ou d'articles de référence ou si vous connaissez des sites web de qualité traitant du thème abordé ici, merci de compléter l'article en donnant les références utiles à sa vérifiabilité et en les liant à la section « Notes et références ».
 (juillet 2023).
 (juillet 2023).
La mise en forme du texte ne suit pas les recommandations de Wikipédia : il faut le « wikifier ».
Les points d'amélioration suivants sont les cas les plus fréquents. Le détail des points à revoir est peut-être précisé sur la page de discussion.
- Les titres sont pré-formatés par le logiciel. Ils ne sont ni en capitales, ni en gras.
- Le texte ne doit pas être écrit en capitales (les noms de famille non plus), ni en gras, ni en italique, ni en « petit »…
- Le gras n'est utilisé que pour surligner le titre de l'article dans l'introduction, une seule fois.
- L'italique est rarement utilisé : mots en langue étrangère, titres d'œuvres, noms de bateaux, etc.
- Les citations ne sont pas en italique mais en corps de texte normal. Elles sont entourées par des guillemets français : « et ».
- Les listes à puces sont à éviter, des paragraphes rédigés étant largement préférés. Les tableaux sont à réserver à la présentation de données structurées (résultats, etc.).
- Les appels de note de bas de page (petits chiffres en exposant, introduits par l'outil «  Source ») sont à placer entre la fin de phrase et le point final[comme ça].
- Les liens internes (vers d'autres articles de Wikipédia) sont à choisir avec parcimonie. Créez des liens vers des articles approfondissant le sujet. Les termes génériques sans rapport avec le sujet sont à éviter, ainsi que les répétitions de liens vers un même terme.
- Les liens externes sont à placer uniquement dans une section « Liens externes », à la fin de l'article. Ces liens sont à choisir avec parcimonie suivant les règles définies. Si un lien sert de source à l'article, son insertion dans le texte est à faire par les notes de bas de page.
- La présentation des références doit suivre les conventions bibliographiques. Il est recommandé d'utiliser les modèles {{Ouvrage}}, {{Chapitre}}, {{Article}}, {{Lien web}} et/ou {{Bibliographie}}. Le mode d'édition visuel peut mettre en forme automatiquement les références.
- Insérer une infobox (cadre d'informations à droite) n'est pas obligatoire pour parachever la mise en page.

Pour une aide détaillée, merci de consulter Aide:Wikification.
Si vous pensez que ces points ont été résolus, vous pouvez retirer ce bandeau et améliorer la mise en forme d'un autre article.
Dominique Ladoge, né à La Rochelle, est un réalisateur, scénariste, dialoguiste et romancier français.

## Biographie
Dominique Ladoge étudie à l'École supérieure des industries graphiques Estienne, à Paris. Il intègre une agence de publicité comme directeur artistique en 1982. 
En cinq ans, il conçoit une centaine de films publicitaires. Il commence à les réaliser lui-même dès 1984. Il réalise son premier court métrage, Le Roi Blanc, en 1985. Il obtient le Grand Prix du court-métrage au Festival du film fantastique d'Avoriaz de 1986.
En 1992, il écrit son premier scénario, un long métrage  autobiographique, Comme un bateau, la mer en moins, publié aux éditions Gallimard après avoir été porté à l'écran.
Destiné à la télévision, le film est tourné en super 16 mm. Il obtient l'agrément cinématographique après tournage. Il reçoit plusieurs prix dans des festivals internationaux : Cannes, Berlin, Toronto. 
Dominique Ladoge écrit ensuite Le Montreur de boxe (Lucky Punch)  en collaboration avec Robin Katz. Le film affiche une distribution internationale (Richard Bohringer pour la France, Riccardo Cucciolla pour l'Italie, Peter Mac Enery pour la Grande-Bretagne et Karl Makinen pour les États-Unis). Il est tourné en Bulgarie et en France. Quatorze nationalités se côtoient sur le tournage. Ron Stein, entraîneur de Robert De Niro sur Raging Bull de Martin Scorsese coordonne les combats de boxe. Le film sort le 24 juillet 1996.
Dominique Ladoge est père de deux enfants, Laurène et Loris Ladoge.

## Filmographie non exhaustive
(juillet 2023).
Cinéma
- Comme un bateau, la mer en moins
- Le Montreur de boxe - Lucky Punch

Télévision (Non exhaustive)
- Les Sagards
- Les P'tits Lucas
- Tout le monde rêve de voler
- Mon vrai père
- Du côté de chez Marcel
- Les Vauriens
- Le Silence de l'épervier
- La Loi de mon pays
- L'Été des Lip

## Prix obtenus
- Le Roi blanc (Court métrage ; auteur-réalisateur)
  - Grand Prix du Festival International du Film Fantastique d’Avoriaz (1986)
- Comme un bateau, la mer en moins : (auteur-réalisateur)
  - Prix spécial du Jury du Festival Cannes Junior (1993)
  - Grand Prix Festival International Londonderry 1993
  - BAILLARD D'OR du meilleur scénario et Prix de la meilleure première œuvre de la Confédération Internationale des Cinémas d'Art et d'Essai -
  - Festival International de Namur 1992
  - Prix du jury CINEMAGIC Belfast 1993
  - Prix UNICEF Festival International de Berlin 1993
  - Grand Prix - Prix du meilleur acteur - Prix du meilleur réalisateur - Prix spécial du Jury Jeunesse Festival International de Poznań (Pologne) 1994
  - Selection officielle au Festival International du Film pour Enfants de Tel-Aviv 1993
  - Selection officielle au Festival International de Toronto (Canada) 1992

- Le montreur de boxe : (auteur-réalisateur)

“ Novélisation ” chez Calmann-Lévy sous le même titre. Auteur: Pierre Mezinski.
- - GRAND PRIX de l’EUROFILM FESTIVAL 1997 LUHACOVICE - SAINT ÉTIENNE – TIRANA

- Les P'tits Lucas : (réalisateur)
  - Prix du scénario - Festival International des Programmes Audiovisuels (FIPA 2002)
  - Grand Prix - Festival International de Luchon. (2002)
  - Prix Espoir pour les deux acteurs principaux - Festival International de Luchon. (2002)
  - Prix de la Fondation pour l’Enfance 2002
  - Meilleure audience film unitaire de la chaîne depuis sa création avec 5,4 millions de téléspectateurs.
  - Nommé pour les 10es Trophées du Film Français 2003.

- Tout le monde rêve de voler : (auteur-réalisateur)
  - Prix du meilleur son / meilleure musique
  - Prix Révélation de l’année (Florinda Harvey)
  - Rencontres Internationales de Télévision de Reims 2004

- Les Sagards : (auteur-réalisateur)
  - Meilleure audience ARTE France film unitaire Année 2000/2001 avec 2 millions de téléspectateurs.

- Mon Vrai Père : (adaptation et-réalisation)
  - Compétition officielle Rencontres Internationales de Télévision de Reims 2005

- Du côté de chez Marcel :  – 90 min Scénario Paul Vacca
  - Mention Spéciale au Festival International de Télévision de Monté Carlo 2004

- Les Vauriens : – 90 min Réalisation
  - Sélection officielle Festival de Saint-Tropez 2006
  - Compétition officielle Festival de la Fiction / St Tropez 2006
  - Compétition officielle Rencontres Internationales TV Reims 2007
  - Prix Mention Spéciale Club Audiovisuel de Paris 2007
  - Meilleure audience film unitaire 2006 de la chaîne avec 5 800 000 spectateurs – 27,2 PDA (Deuxième meilleure audience d’une fiction depuis 2001)

- La Loi de mon pays : –  90 min Réalisation
  - Prix Jeunes Espoirs Masculins Festival de la Fiction / La Rochelle 2010

## Anecdotes
Au départ du projet, Le Montreur de Boxe devait s'intituler "Le Sagard". Mais Jean Labadie, alors patron de Bac Films distributeur du film, en a décidé autrement et contre le gré de l'auteur-réalisateur. Trois ans plus tard, Dominique Ladoge écrit et réalise un film pour Arte France intitulé Les Sagards, avec Jean-Roger Milo, Florence Thomassin, Jacques Bonnot et Samir Djama.
Pour le Festival de Toronto 1992 (Canada), à peine terminé, son premier long-métrageComme un bateau, la mer en moins est sélectionné dans le prestigieux festival international. Il n'y a que trois "premiers films" cette année-là : Reservoir Dogs de Quentin Tarantino, El Mariachi de Robert Rodriguez et Comme un bateau... « Nous étions toujours convoqués tous les trois ensemble pour les conférences de presse. J'ai passé une semaine de dingue avec ces deux lascars entre le bar de l'hôtel et le fast food d'en face. Et quand nous étions rejoints par Michael Madsen et Tim Roth, ça devenait sévère... C'est à ce moment-là que Quentin et Robert se sont rencontrés pour la première fois ».

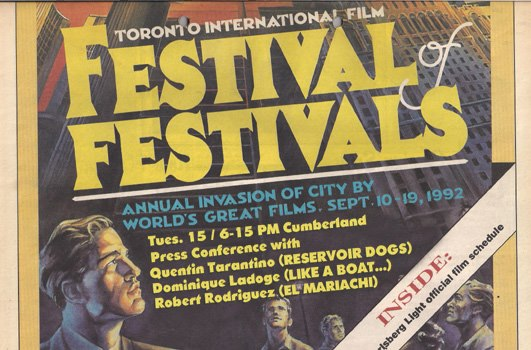
Le quotidien du Festival

« Pendant le tournage du Montreur de Boxe, début décembre 1994, perdus au fond de la Bulgarie, en pleine montagne, sous la neige, à tourner les séquences du camp de bûcherons, j’ai du apprendre le décès de Gian Maria Volontè à son ami Riccardo Cucciolla qui jouait mon Docteur Zipollino. Riccardo a pleuré. Ils avaient tourné ensemble Sacco et Vanzetti en 70 et Riccardo avait obtenu le prix d’interprétation au festival de Cannes pour son incroyable prestation. »
C'est grâce indirectement à Maxime Le Forestier que Dominique Ladoge a tourné son premier long métrage. Il réalisait alors des films publicitaires et des clips pour différents artistes. Un ami producteur lui a envoyé la maquette de la nouvelle chanson de Le Forestier Né quelque part. Coup de foudre immédiat. Dominique Ladoge écrit la trame d'un clip qui finalement ne se fera pas et qui servira de base au scénario de son premier film : Comme un bateau, la mer en moins. 
Il écrira simultanément le roman éponyme édité chez Gallimard (collection « Page Blanche ») la même année.